# La Flocellière
La Flocellière ist eine ehemalige französische Gemeinde mit zuletzt 2.623 Einwohnern (Stand: 1. Januar 2013) im Département Vendée in der Region Pays de la Loire; sie gehört zum Arrondissement Fontenay-le-Comte und zum Kanton Pouzauges. Die Einwohner werden Flocéens genannt.
Am 1. Januar 2016 wurde  La Flocellière mit Les Châtelliers-Châteaumur, La Pommeraie-sur-Sèvre und Saint-Michel-Mont-Mercure zur neuen Gemeinde (commune nouvelle) Sèvremont zusammengeschlossen.

## Bevölkerungsentwicklung
| Jahr                      | 1962  | 1968  | 1975  | 1982  | 1990  | 1999  | 2008  | 2013  |
| Einwohner                 | 1.882 | 1.754 | 1.819 | 1.897 | 1.958 | 1.844 | 2.367 | 2.623 |
| Quelle: Cassini und INSEE |       |       |       |       |       |       |       |       |

## Sehenswürdigkeiten

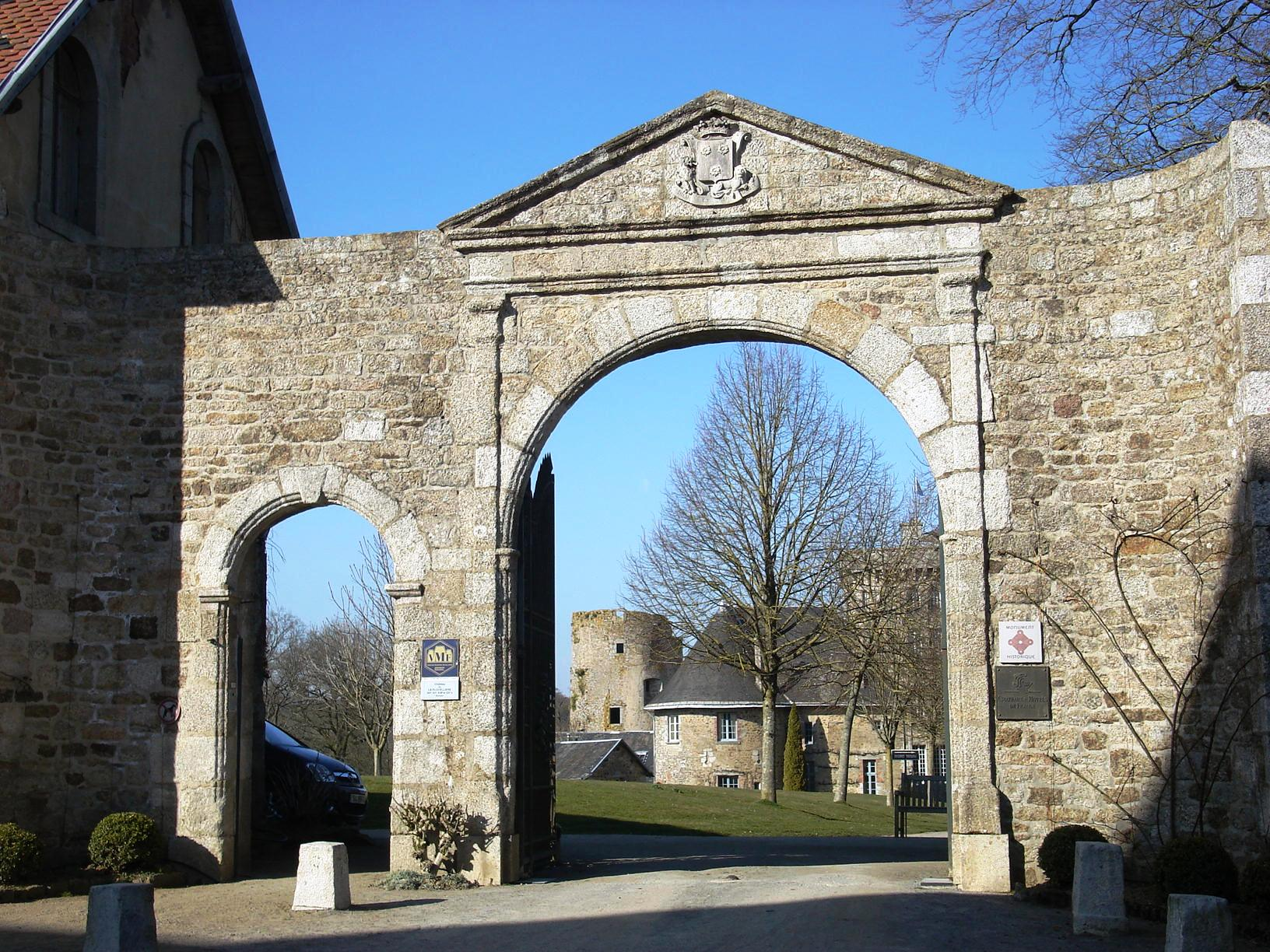
Schloss La Flocellière

- Schloss La Flocellière
- Schloss Les Echardières

## Persönlichkeiten
- David, Seigneur de La Flocellière 1090
- Jacques de Surgères, Seigneur de La Flocellière 1344, † 1383/85
- Charles Auguste Jean Baptiste Louis Joseph Bonamy, dit de Bellefontaine (1764–1830), Generalleutnant, gestorben in La Flocellière
- Charles Arthur, 3. Baron Alquier (1827–1871), Politiker, geboren in La Flocellière
- Raymond Brosseau (1915–1980), Politiker, geboren in La Flocellière